# Amt Ludwigslust-Land
Im Amt Ludwigslust-Land sind elf Gemeinden zur Erledigung ihrer Verwaltungsgeschäfte zusammengeschlossen. Das Amt liegt im Landkreis Ludwigslust-Parchim in Mecklenburg-Vorpommern (Deutschland) und grenzt im Norden an die Landeshauptstadt Schwerin. Der Amtssitz Ludwigslust ist selbst nicht amtsangehörig.
Seit dem 1. Januar 2005 gehören die Gemeinden des ehemaligen Amtes Rastow zum Amt Ludwigslust-Land. Dabei wurde die damalige Gemeinde Fahrbinde in die Gemeinde Rastow eingemeindet. Die damaligen Gemeinden Kummer und Glaisin gehören ab 1. Januar 2005 zur Stadt Ludwigslust. Zum 26. Mai 2019 wurde Leussow nach Göhlen eingemeindet.

## Die Gemeinden mit ihren Ortsteilen
- Alt Krenzlin mit Klein Krams, Krenzliner Hütte, Loosen und Neu Krenzlin
- Bresegard bei Eldena
- Göhlen mit Kavelmoor und Leussow
- Groß Laasch
- Lübesse mit Ortkrug
- Lüblow mit Neu Lüblow
- Rastow mit Fahrbinde und Kraak
- Sülstorf mit Boldela und Sülte
- Uelitz
- Warlow
- Wöbbelin mit Dreenkrögen

## Politik

### Wappen, Flagge, Dienstsiegel
Das Amt verfügt über kein amtlich genehmigtes Hoheitszeichen, weder Wappen noch Flagge. Als Dienstsiegel wird das kleine Landessiegel mit dem Wappenbild des Landesteils Mecklenburg geführt. Es zeigt einen hersehenden Stierkopf mit abgerissenem Halsfell und Krone und der Umschrift „AMT LUDWISLUST-LAND • LANDKREIS LUDWIGSLUST-PARCHIM •“.

## Bildung
Für die schulische Bildung sind vier Grundschulen (Rastow, Wöbbelin, Kummer und Eldena) sowie vier Regionalschulen (Rastow, Malliß, Picher und Neustadt-Glewe) zuständig. Weiterführende Schulen sind in Dömitz und Stralendorf mit je einer Kooperativen Gesamtschule (KGS) sowie in Ludwigslust mit einem Gymnasium vorhanden.

## Feuerschutz
Insgesamt existieren 17 Feuerwehren, davon 16 mit Grundausstattung und eine in Rastow als Stützpunktwehr. Hinweis: Die Feuerwehr Loosen sowie die Löschgruppe Klein Krams sind in der Gemeindefeuerwehr Krenzlin aufgegangen. Demnach haben wir in den 11 Gemeinden seit mehreren Jahren "nur" noch 17 eigenständige Orts- oder Gemeindefeuerwehren. M. Quilitz 1. st. Amtswehrführer LWL-Land.